# Francisco de Paula de Borbón y Borbón
Francisco Enrique de Borbón y Borbón (Santander, 16 de noviembre de 1912-Madrid, 18 de noviembre de 1995), grande de España, fue un noble español miembro lejano de la Familia Real y un militar que ostentó el grado de teniente general, siendo comandante de la Caballería del Ejército español.

## Primeros años
Francisco nació en Santander y fue el hijo mayor de Francisco de Borbón y de la Torre (1882–1953) y de Enriqueta de Borbón y Parade, IV Duquesa de Sevilla. Francisco fue un miembro de la rama española de la Casa de Borbón, siendo primo tercero del 
conde de Barcelona.

## Matrimonio y descendencia
Francisco se casó en 1942 con Enriqueta Escasany y Miguel. La pareja tuvo dos hijos:
- Francisco de Paula de Borbón y Escasany.
- Alfonso Carlos de Borbón y Escasany.

Francisco se casó por segunda vez en 1967 con María Josefa García-Lóbez y Salvador. Tuvieron un hijo:
- Enrique de Borbón y García-Lóbez.

## Honores
Gran Maestro (1959-1967 y 1973-1995) de la Orden de Saint Lazarus.
- Datos: Q3081964